# 何嘉麗 (擊劍運動員)

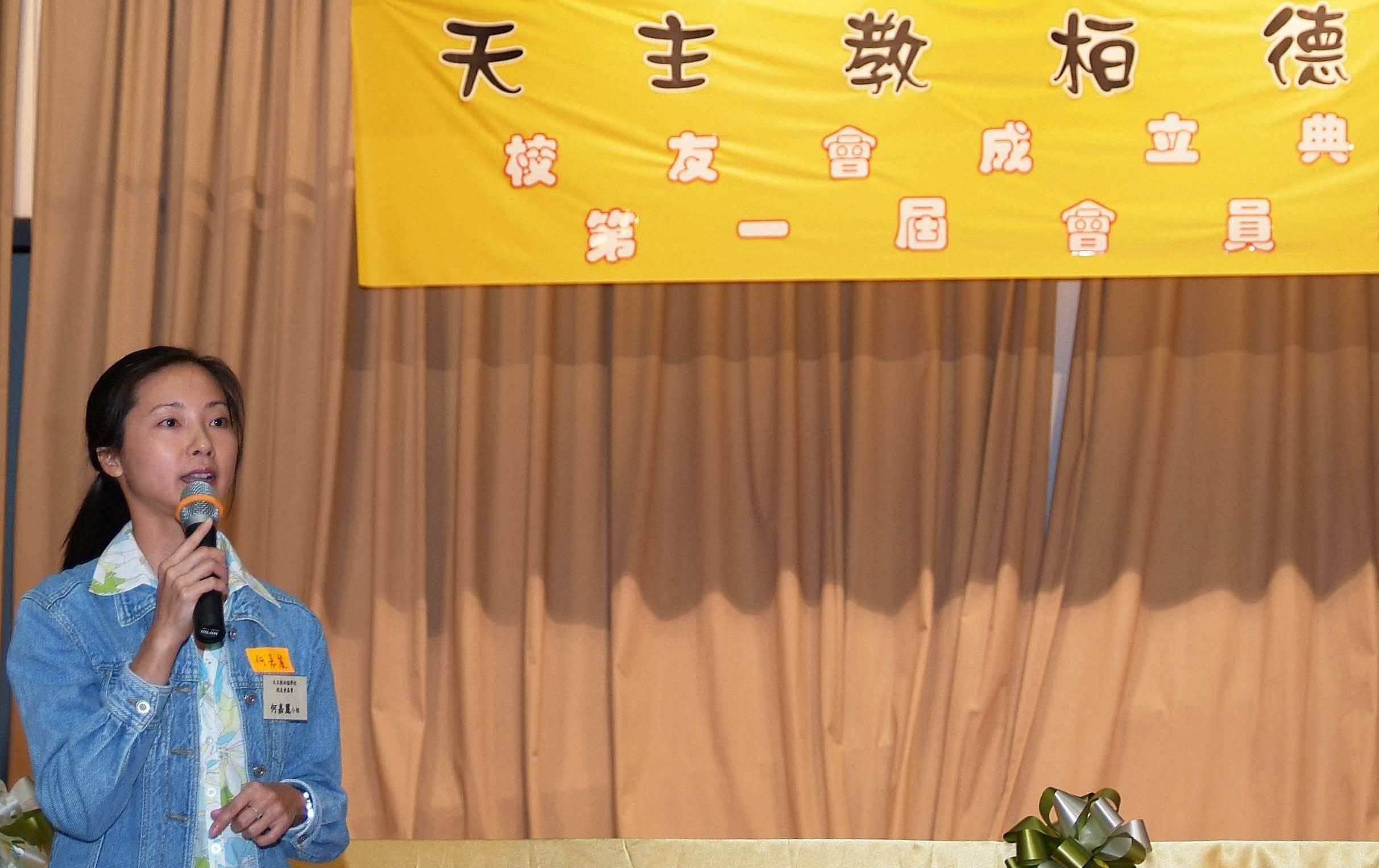
何嘉麗於母校柏德學校活動中致辭

何嘉麗（英語：Connie Ho Ka Lai，1968年11月23日—），香港前劍擊運動員，2002年釜山亞運會女子重劍團體銅牌得主。

## 運動員生涯
何嘉麗小學畢業於柏德學校﹐中學就讀於聖安當女書院，中七畢業後就讀羅富國教育學院（今香港教育大學，教育學院前身）。初中開始熱衷於體操運動，直到1986年參加暑期訓練班，首次接觸劍擊，後來何嘉麗練習時拉傷大腿，考慮到年紀已不適合學習體操，所以在1986年後決定專注劍擊運動。
適逢香港劍擊總會於1990年起重點發展女子重劍項目，何嘉麗由花劍轉打重劍，成績穩步上揚，1994年在英聯邦運動會贏得亞軍，首次在國際比賽取得獎牌其時任教練為陳啟生。其後在香港隊重劍教練黃贊帶領下，與張雪麗、陳少珊及張依妮組成女子重劍隊參加多項國際賽事。
2001年，何嘉麗的左膝韌帶斷裂，嚴重影響了翌年舉行的釜山亞運會備戰準備。在丈夫的支持下，何嘉麗決定利用手術後僅十個月的時間恢復與備戰，不放棄爭奪亞運獎牌的最後機會。最後雖然於個人賽雖然未能躋身三甲，但在團體賽夥拍鄭玉嫻、楊翠玲、張依妮等隊友勇奪亞運女子重劍團體銅牌，為她的運動員生涯劃上完美句號。她當時曾於葵涌蘇浙公學任職體育科教師。
何嘉麗後來為民政事務局項目經理（體育及康樂），被借調至統籌東亞運動會比賽項目。

## 得獎記錄
- 1994年英聯邦運動會
  - 女子重劍個人　亞軍
  - 女子重劍團體　季軍
- 1995年亞洲劍擊錦標賽(首爾)
  - 女子重劍團體　季軍
- 1997年亞洲劍擊錦標賽(南京)
  - 女子重劍個人　亞軍
  - 女子重劍團體　季軍
- 1998年泰國劍擊公開賽
  - 女子重劍個人　冠軍
  - 女子重劍團體　亞軍
- 1999年泰國劍擊公開賽
  - 女子重劍團體　冠軍
- 1999年亞洲劍擊錦標賽
  - 女子重劍個人　亞軍
- 2000年台灣劍擊邀請賽
  - 女子個人重劍　冠軍
- 2002年釜山亞運會
  - 女子重劍團體　銅牌

## 軼事
- 何嘉麗於1995年與高中時代邂逅的前香港跨欄運動員林威強結婚。
- 出眾樣貌與留有清秀長髮的何嘉麗，退役後經常獲邀客串擔任電視節目主持(如筋肉擂台)、產品代言人、及拍攝包括洗頭水（页面存档备份，存于）及2004年香港立法會選舉（页面存档备份，存于）等電視廣告。
- 何嘉麗曾擔任葵涌蘇浙公學的綜合科學科及數學科老師[2]，並兼任該校劍擊學會指導老師。2006年，她修畢香港浸會大學運動及康樂管理碩士課程。她亦是大型體育項目事務委員會的項目經理，負責公關與宣傳工作。還有東華三院張明添中學體育老師。
- 2008年10月，何嘉麗獲選為香港十大傑出青年。
- 2009年6月5日，何嘉麗獲聖安當女書院邀請，作中五中七畢業禮的主禮嘉賓。
- 2017年11月1日，何嘉麗獲聖安當女書院邀請，作早會集會的嘉賓。